# The Mysterious Desperado
The Mysterious Desperado è un film del 1949 diretto da Lesley Selander.
È un western statunitense con Tim Holt, Richard Martin e Edward Norris.

## Produzione
Il film, diretto da Lesley Selander su una sceneggiatura di Norman Houston, fu prodotto da Herman Schlom per la RKO Radio Pictures e girato nelle Alabama Hills a Lone Pine e a Mission Hills, Los Angeles, California, dal 29 marzo all'Aprile 1949. I titoli di lavorazione furono  Renegade of the Rancho e In Old Capistrano.

## Distribuzione
Il film fu distribuito negli Stati Uniti dal 10 settembre 1949 al cinema dalla RKO Radio Pictures.
Altre distribuzioni:
- in Svezia il 26 febbraio 1951 (Desperados i San Domingo)
- in Brasile (Renegados do Oeste)

### Promozione
Le tagline sono:
- AMBUSH BY DAY... MURDER BY NIGHT... In Old California!
- LAND GRAB at gun point... LIVES SOLD dirt cheap !
- TIM HOLT FOILS RENEGADES WHO TRY TO TAKE THE LAW INTO THEIR OWN HANDS!
- GUN-AND-FIST-JUSTICE!